# Katarzyna Oswald
Katarzyna Oswald (czasem: Helena Oswald, Katarzyna Oswaldowa, zam. Gottowt, ur. 25 listopada 1845 r. w Warszawie, zm. 22 kwietnia 1928 r. tamże) – polska aktorka teatralna.

## Kariera
24 XI 1867 r. debiutowała w WTR jako Sprudel w „Bursze" (grała tę postać także później) i 28 IX 1868 r. w roli Róży („Lekcja śpiewu"). W WTR występowała w latach 1870 - 1911 na różnych scenach. Grała w operetkach, wodewilach i farsach. Była żoną urzędnika Stanisława Gottowta. Ich córka, Helena Sulima, również była aktorką.

## Wybrane role teatralne[4]
5 grudnia 1877 - Teodolinda Jean Baptiste Schweitzer; postać: Justysia, Teatr Rozmaitości, Warszawa
3 stycznia 1884 - Consilium facultatis Jan Aleksander Fredro; postać: Joasia, Teatr Rozmaitości, Warszawa
25 stycznia 1896 - Podprefekt Leon Gandillot, postać: Urszula, Teatr Mały (Warszawskie Teatry Rządowe), Warszawa